# Giuseppe Tambroni
Giuseppe Tambroni, född 8 september 1773 i Bologna, död 22 januari 1824 i Rom, var en italiensk arkeolog och konstkritiker. Han representerade därtill som diplomat Napoleons italienska kungarike. Efter Napoleons fall blev han undersåte i Kungariket Lombardiet-Venetien och var verksam som konstkritiker och tidskriftsredaktör. Han var yngre bror till filologen och poeten Clotilde Tambroni.
Tambroni anställdes som arkivarie av staden Bologna 1793. Han gjorde sig tidigt under den franska ockupationen känd som franskvänlig och fick därför 1797 chansen att flytta till Milano och erhålla en post som tjänsteman i den franska ockupationsförvaltningen. Efter en flerårig vistelse i Frankrike (1799–1805) återvände han till Milano och en tjänst inom Kungariket Italiens utrikesförvaltning. Han kom att tjänstgöra som fransk förstekonsul i Livorno och Civitavecchia samt som ledamot i en kommission som 1807 fick i uppdrag att fastställa gränsen mellan kungariket och Österrike. Efter Napoleons fall blev Tambroni berövad sin diplomatiska status och växlade då till en verksamhet som konstkritiker och tidskriftsutgivare samt författare av skrifter med arkeologisk och konsthistorisk inriktning. Han var en av grundarna av tidskriften Giornale arcadico di scienze, lettere ed arti som började utgivas 1819.
Tambroni blev under sin tid som förstekonsul i Civitavecchia genom sin bekantskap med Antonio Canova intresserad av arkeologi och deltog i ett antal utgrävningar på landsbygden utanför Rom.